# Saison 2015 de l'équipe cycliste Joker
La saison 2015 de l'équipe cycliste Joker est la neuvième de cette équipe.

## Préparation de la saison 2015

### Arrivées et départs
| Arrivées              | Équipe 2014                  |
| --------------------- | ---------------------------- |
| Amund Grøndahl Jansen | Sparebanken Sør              |
| Daniel Hoelgaard      | Etixx                        |
| Bjørn Tore Hoem       | Sparebanken Sør              |
| Vegard Stake Laengen  | Bretagne-Séché Environnement |
| Sindre Lunke          | Sparebanken Sør              |
| Anders Skaarseth      | Lillehammer CK               |
| Adrian Aas Stien      | TVK Sykkel                   |

| Départs               | Équipe 2015       |
| --------------------- | ----------------- |
| Vegard Robinson Bugge | Sparebanken Sør   |
| Martin Olsen          |                   |
| Jo Kogstad Ringheim   |                   |
| Kristoffer Skjerping  | Cannondale-Garmin |
| Oskar Svendsen        | Retraite          |

## Coureurs et encadrement technique

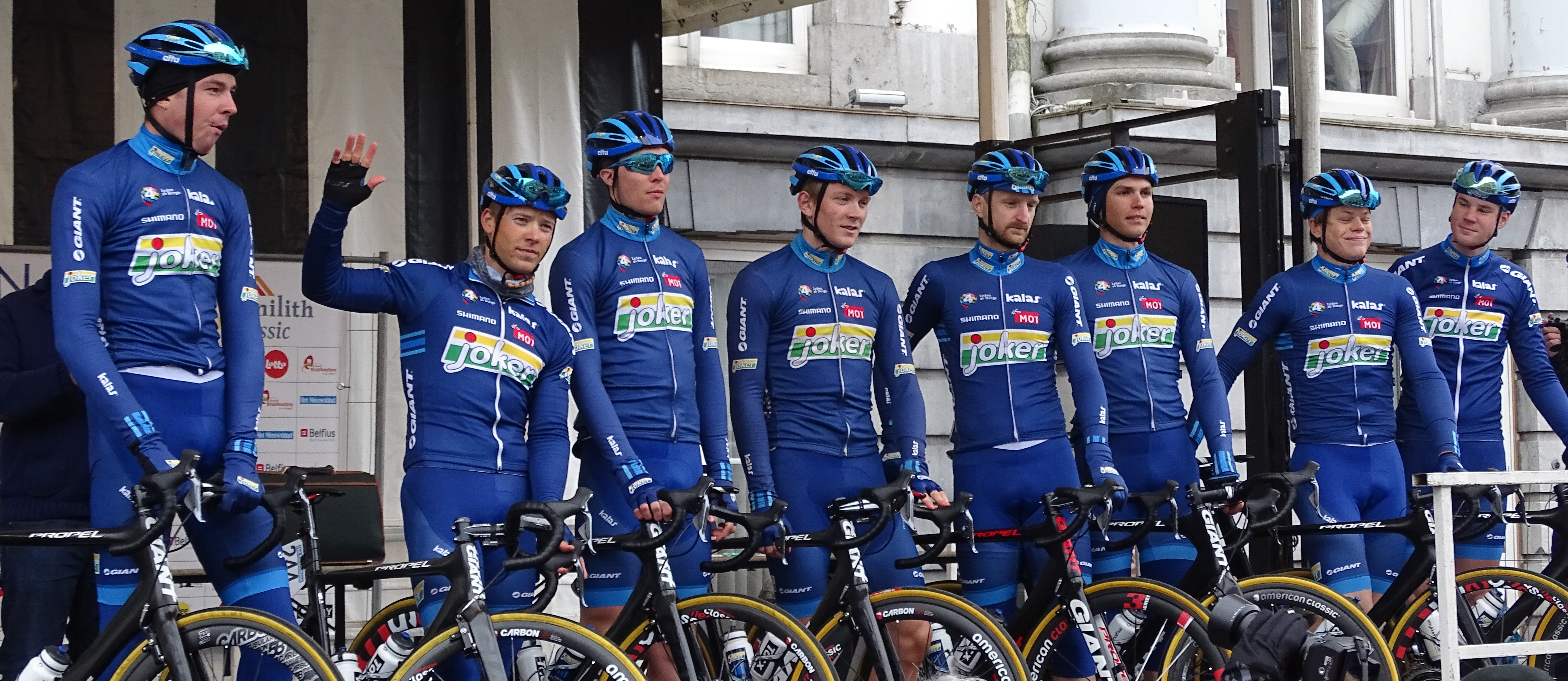
L'équipe lors de la Nokere Koerse 2015.

### Effectif
| Cycliste              | Date de naissance | Nationalité | Équipe 2014                  |  |
| --------------------- | ----------------- | ----------- | ---------------------------- |  |
| Reidar Borgersen      | 10 avril 1980     | Norvège     | Joker                        |  |
| Odd Christian Eiking  | 28 décembre 1994  | Norvège     | Joker                        |  |
| Amund Grøndahl Jansen | 11 février 1994   | Norvège     | Sparebanken Sør              |  |
| Daniel Hoelgaard      | 1er juin 1993     | Norvège     | Etixx                        |  |
| Bjørn Tore Hoem       | 12 avril 1991     | Norvège     | Sparebanken Sør              |  |
| Truls Engen Korsæth   | 16 septembre 1993 | Norvège     | Joker                        |  |
| Vegard Stake Laengen  | 7 février 1989    | Norvège     | Bretagne-Séché Environnement |  |
| Philip Lindau         | 18 août 1991      | Suède       | Joker                        |  |
| Sindre Lunke          | 17 avril 1993     | Norvège     | Sparebanken Sør              |  |
| Anders Skaarseth      | 7 mai 1995        | Norvège     | Lillehammer CK               |  |
| Adrian Aas Stien      | 28 octobre 1992   | Norvège     | TVK Sykkel                   |  |
| Edvin Wilson          | 25 avril 1989     | Suède       | Joker                        |  |
| Stagiaire             | Date de naissance | Nationalité | Équipe 2015                  |  |
| Kristoffer Halvorsen  | 13 avril 1996     | Norvège     | Kristiansands CK             |  |

Portraits
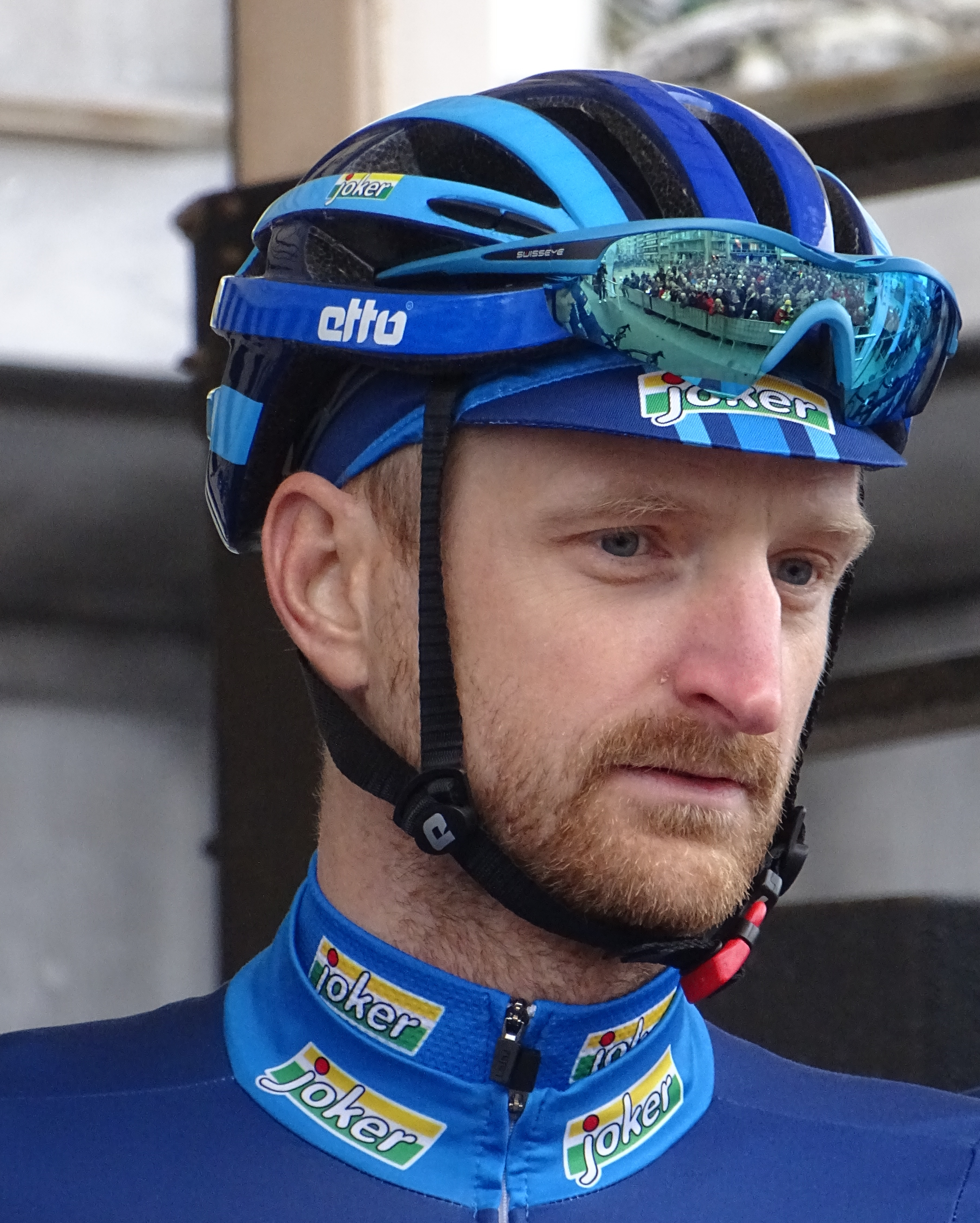
Reidar Borgersen.
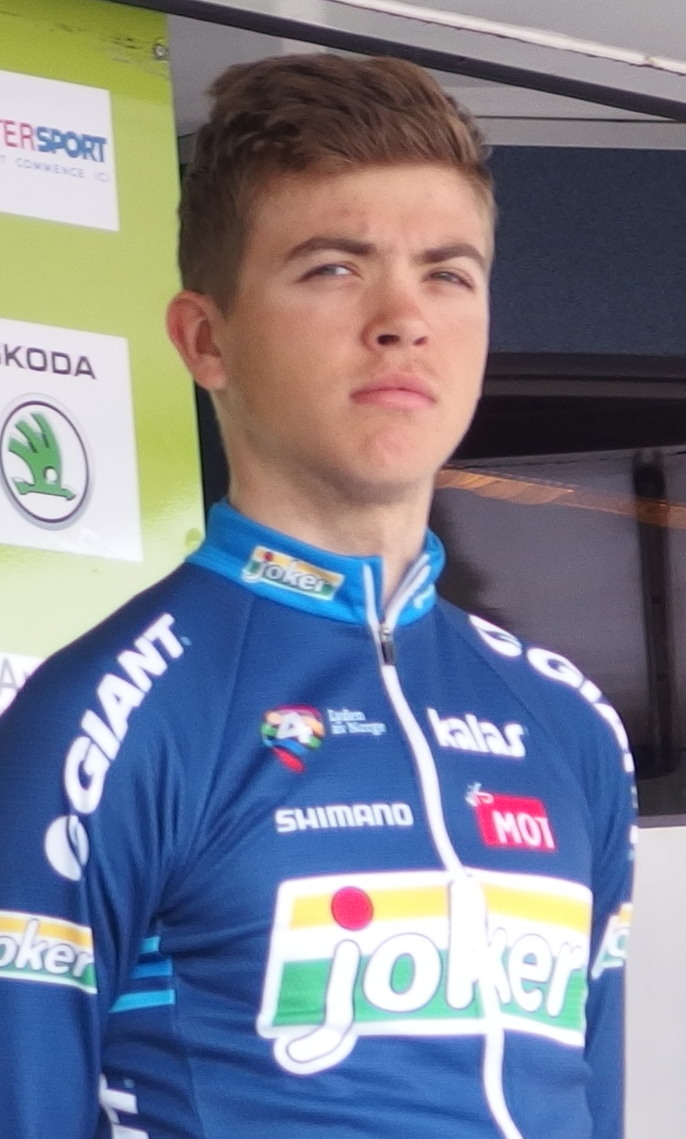
Odd Christian Eiking.
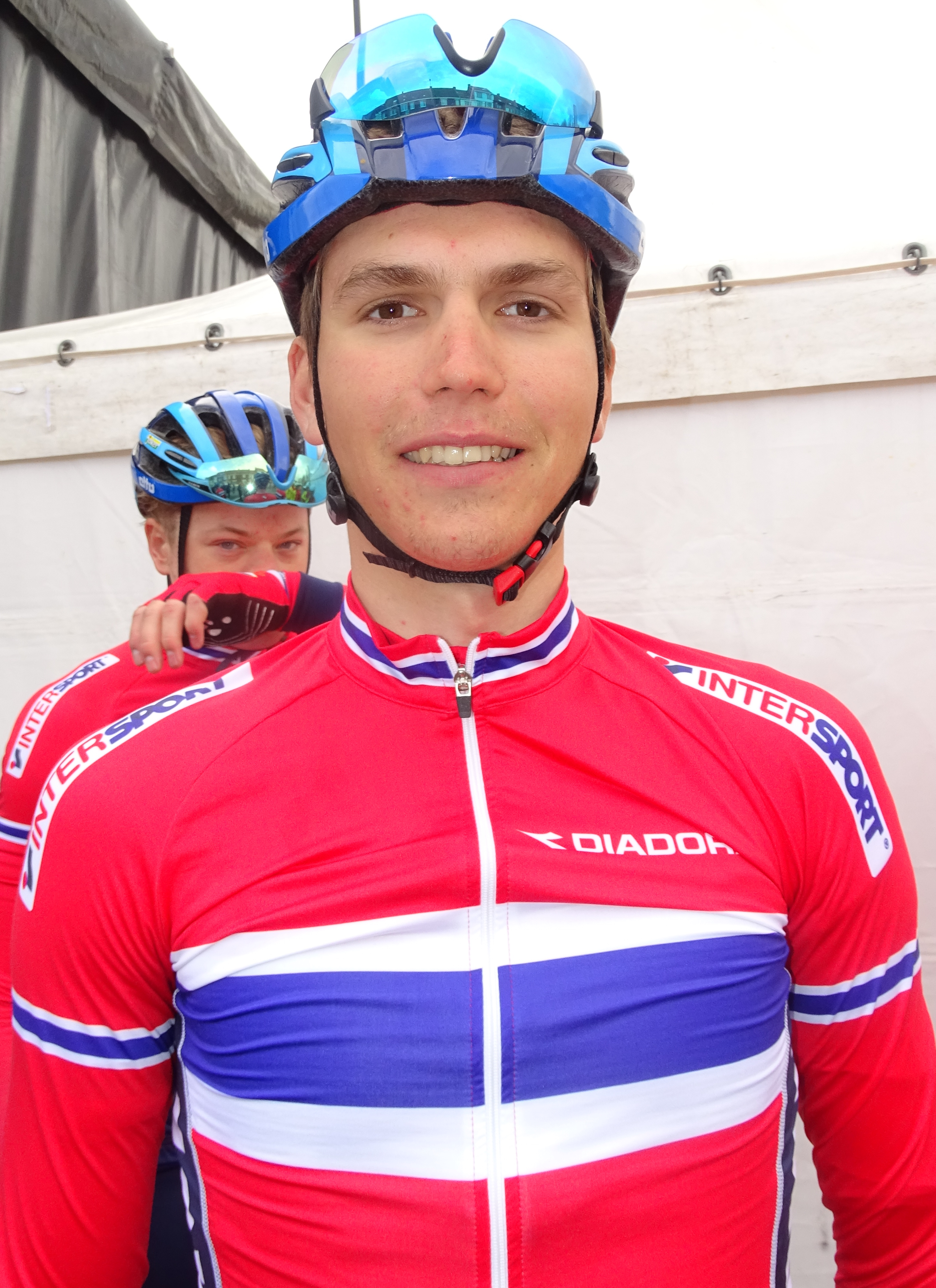
Amund Grøndahl Jansen.
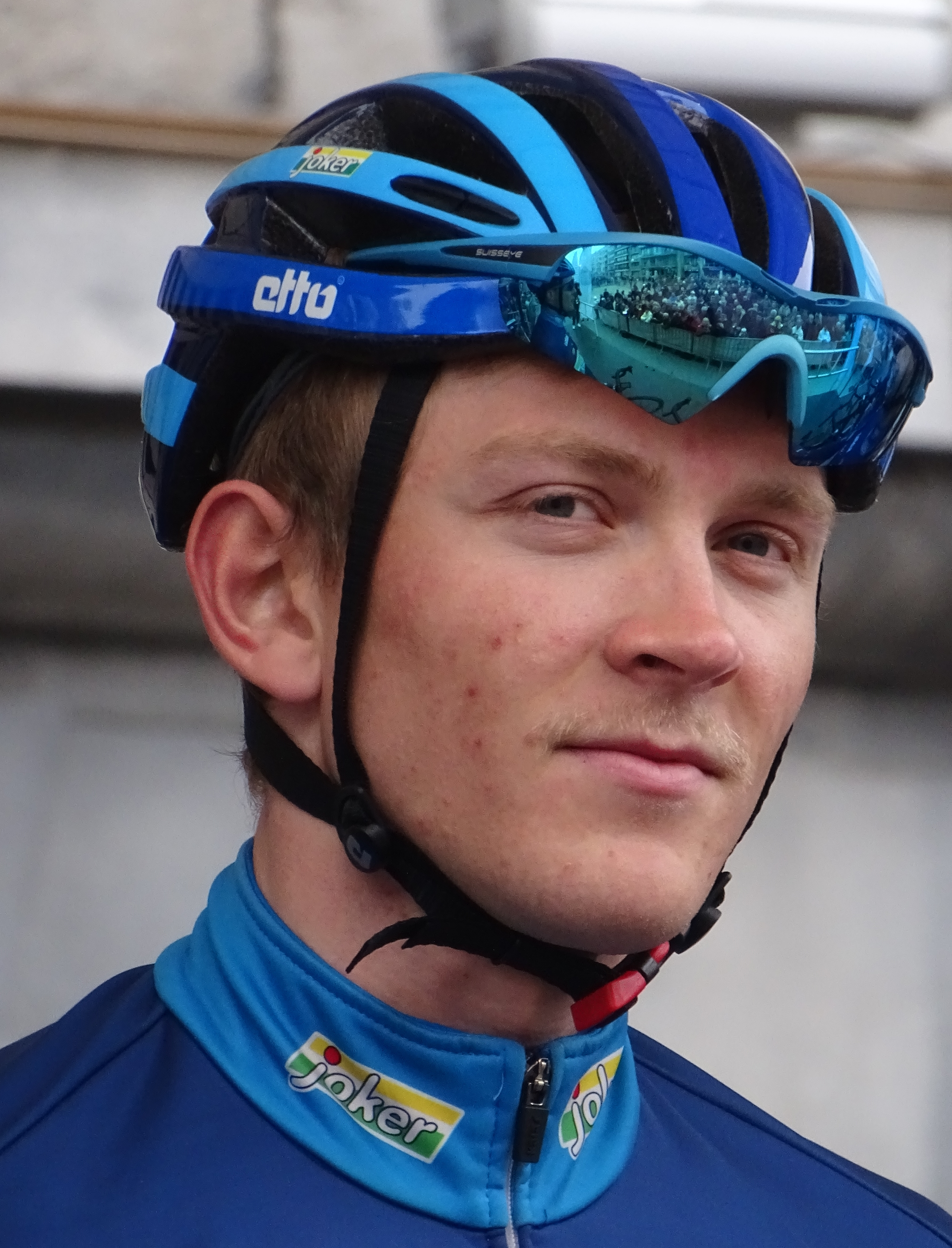
Daniel Hoelgaard.
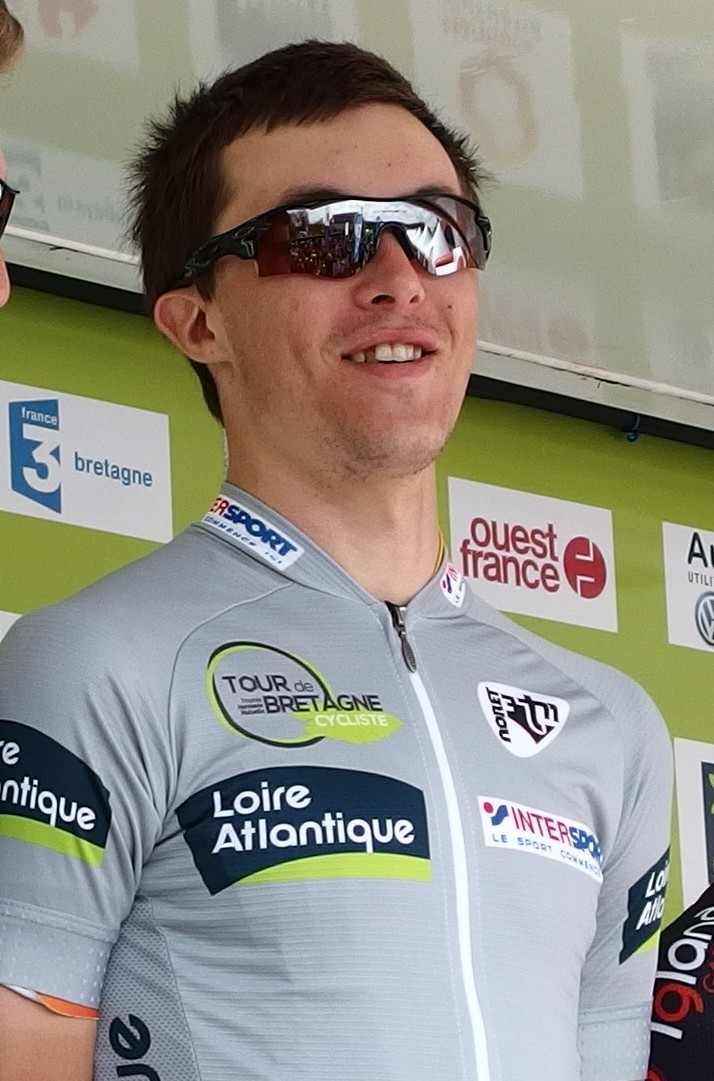
Bjørn Tore Hoem.
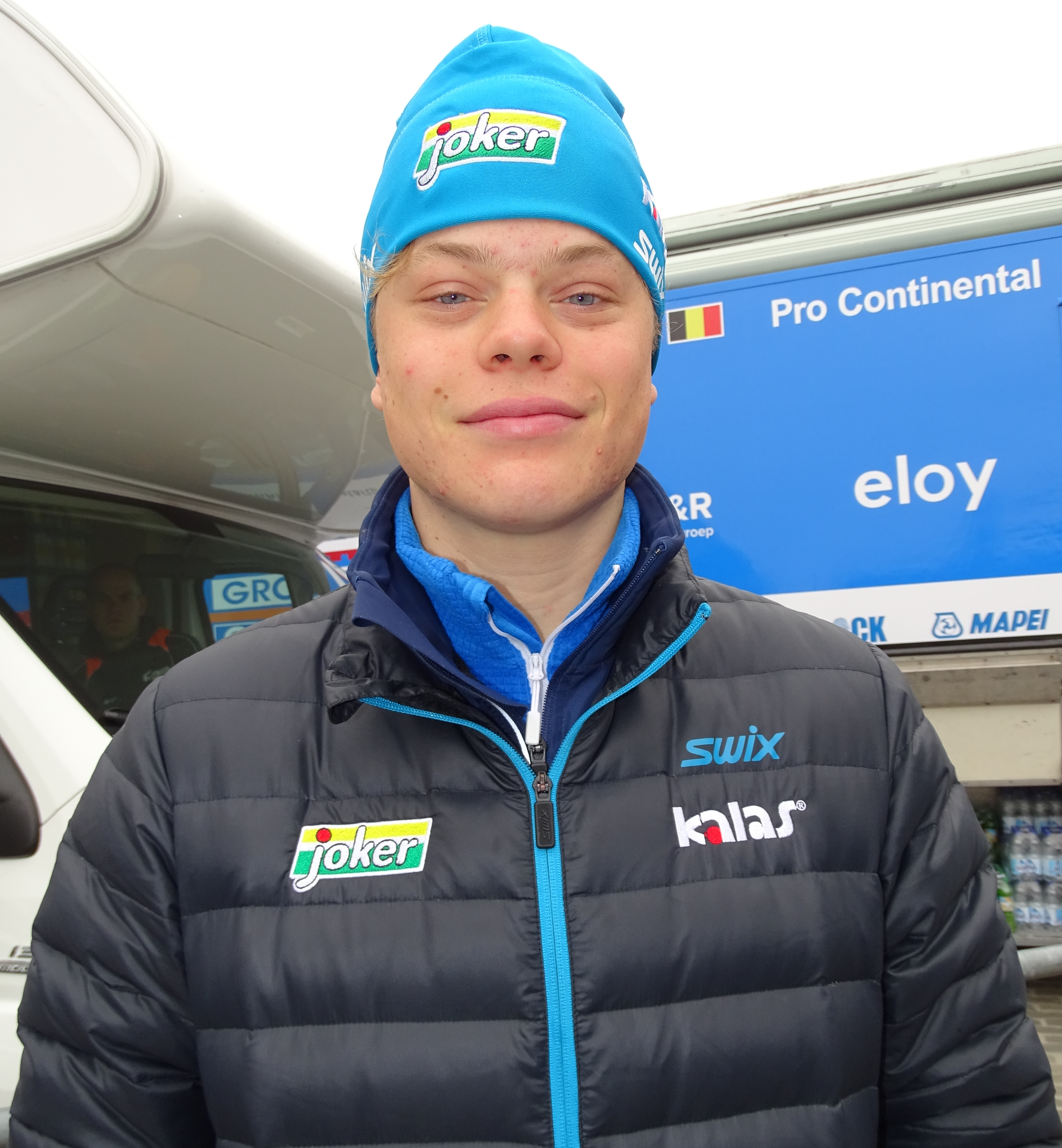
Truls Engen Korsæth.
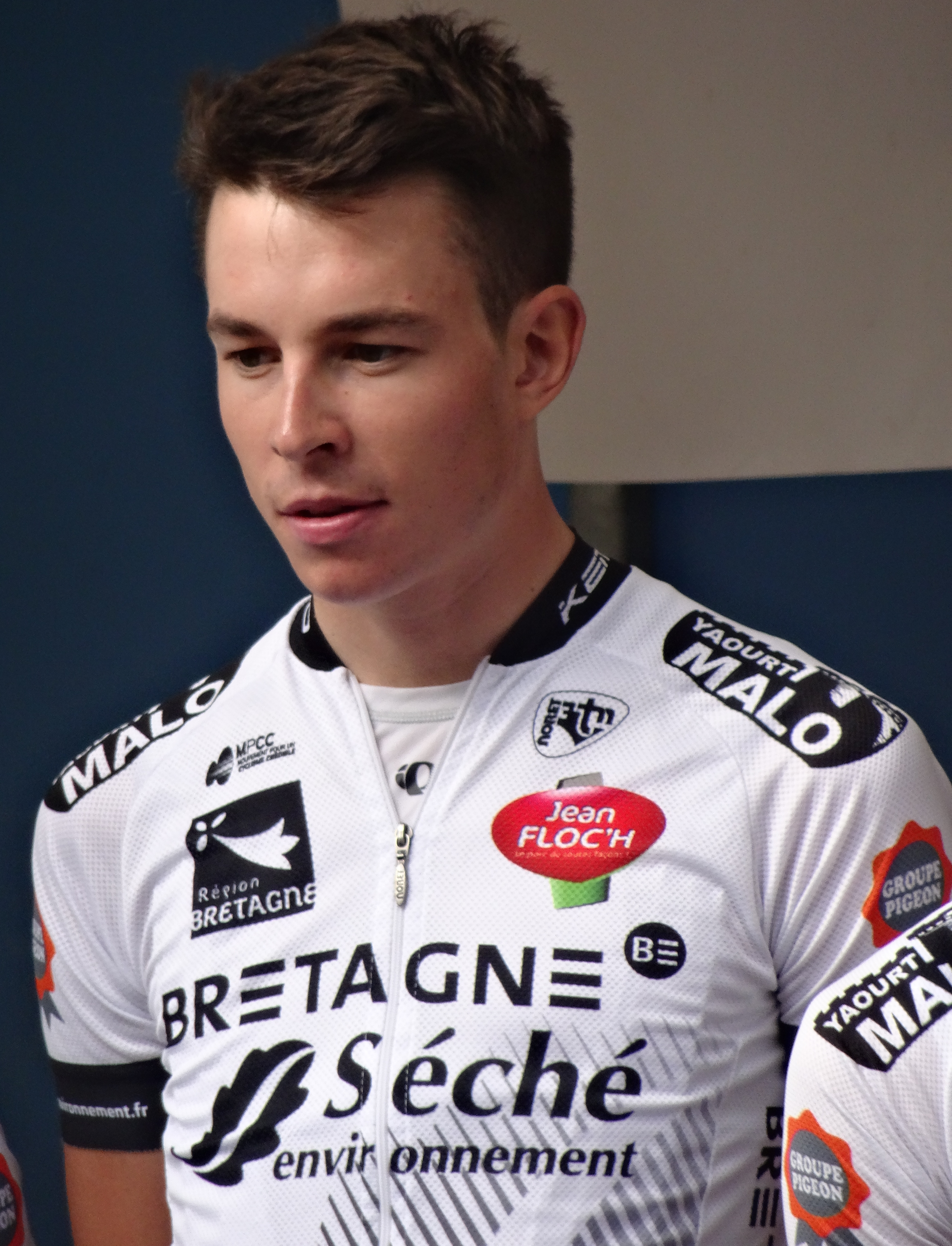
Vegard Stake Laengen.
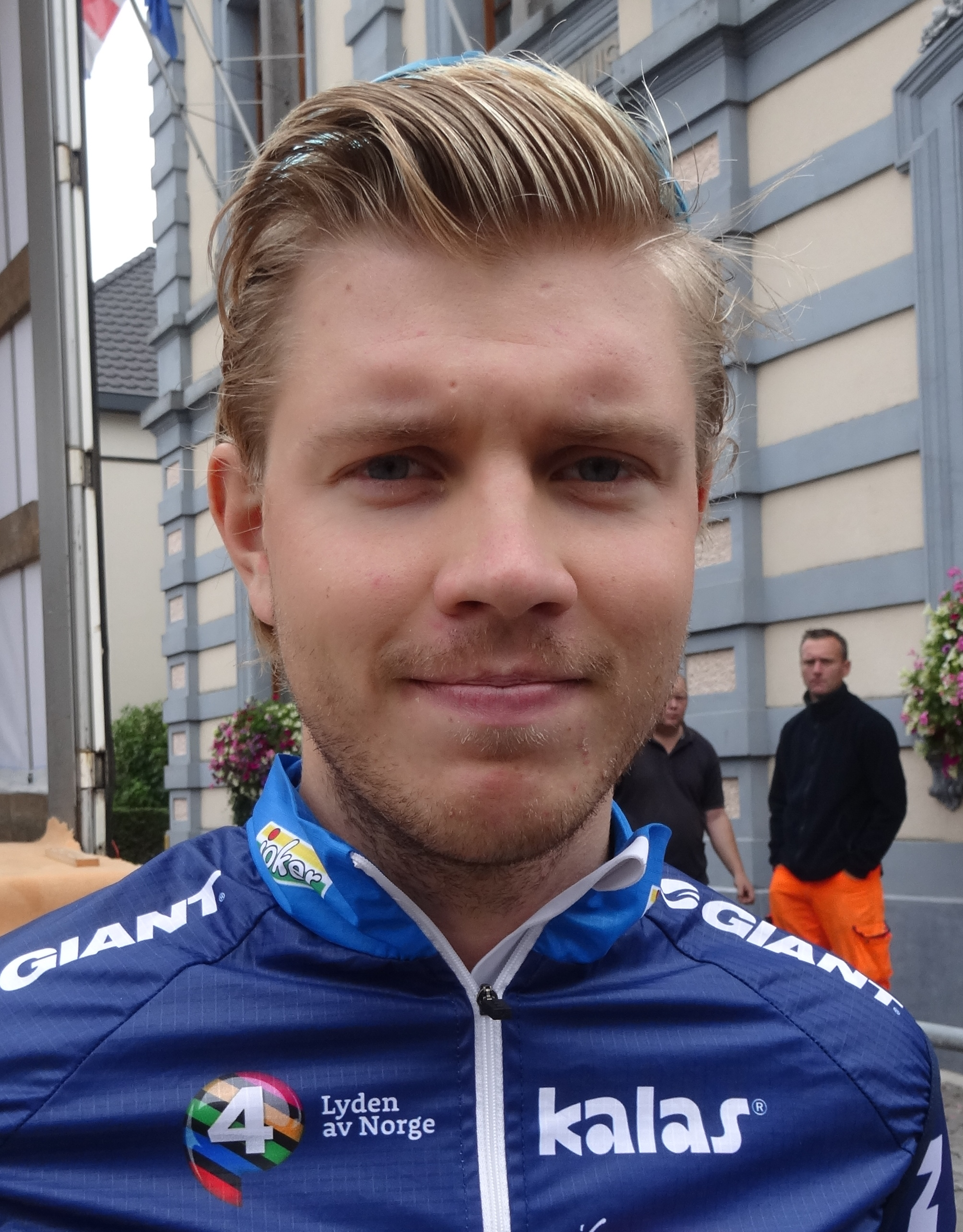
Philip Lindau.
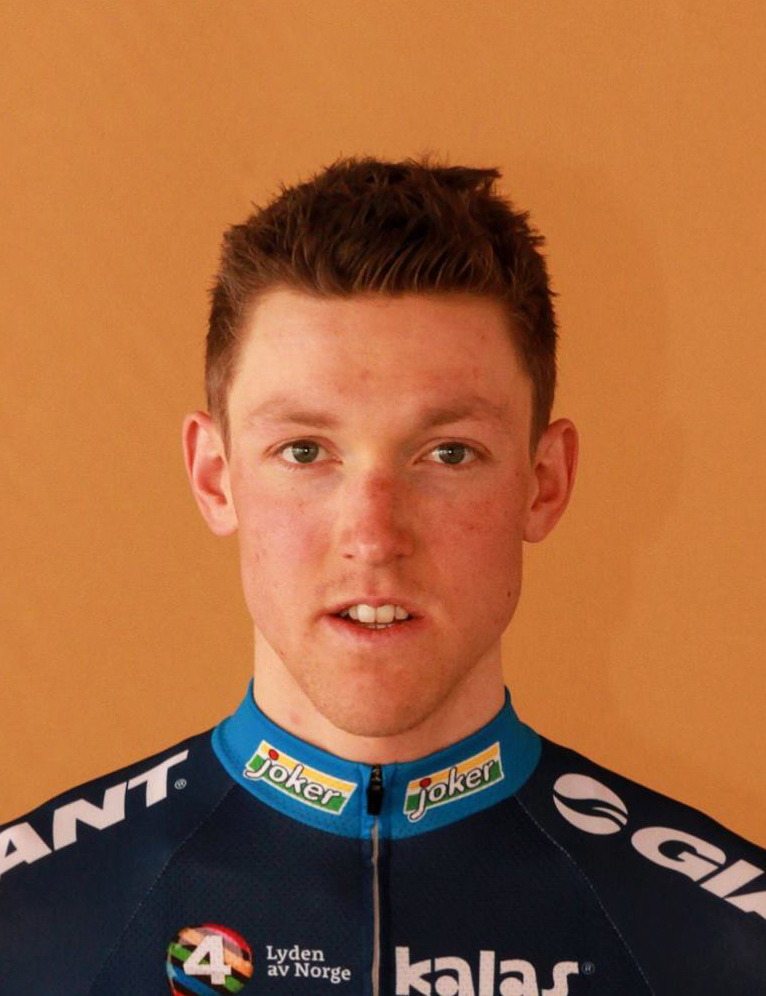
Sindre Lunke.
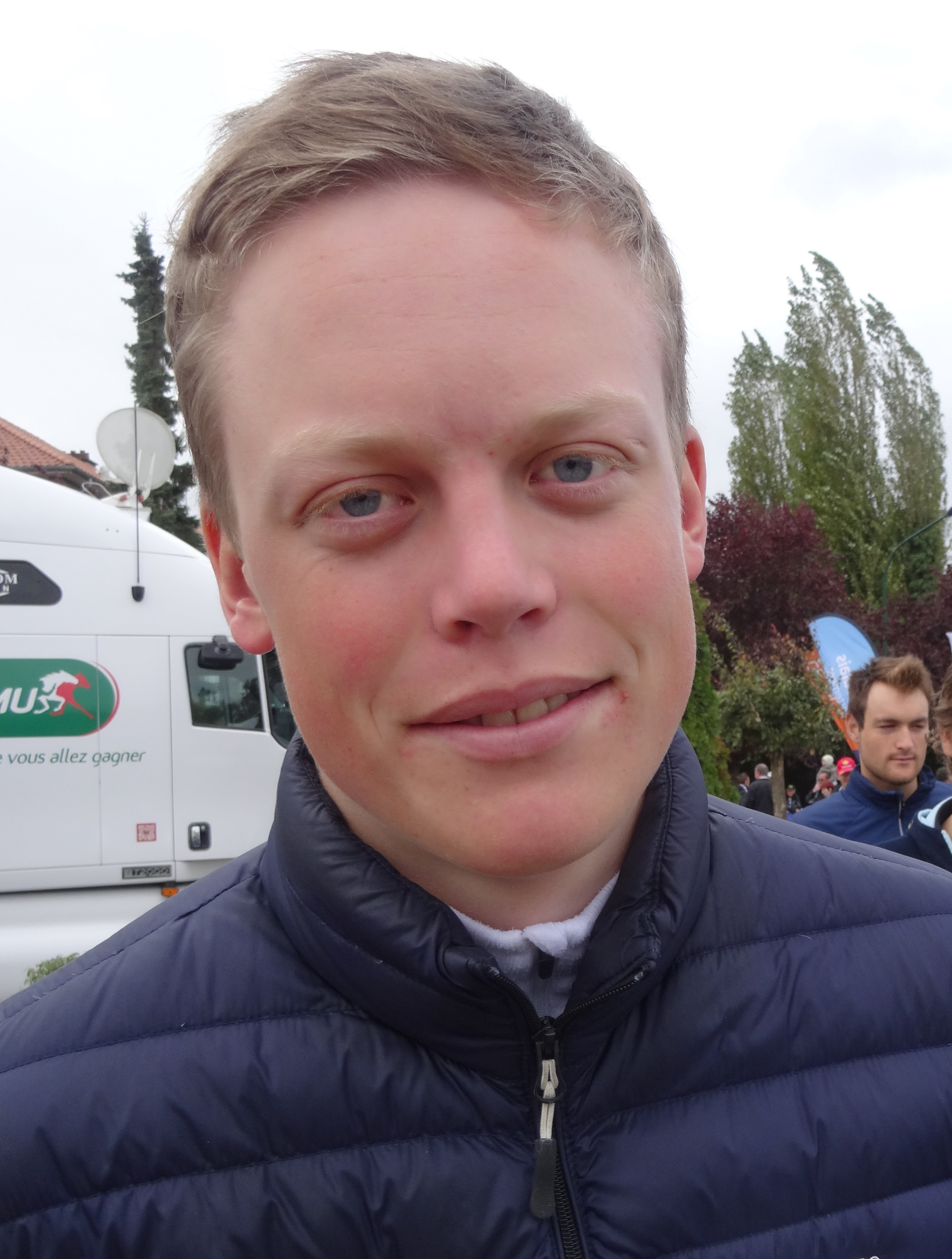
Anders Skaarseth.
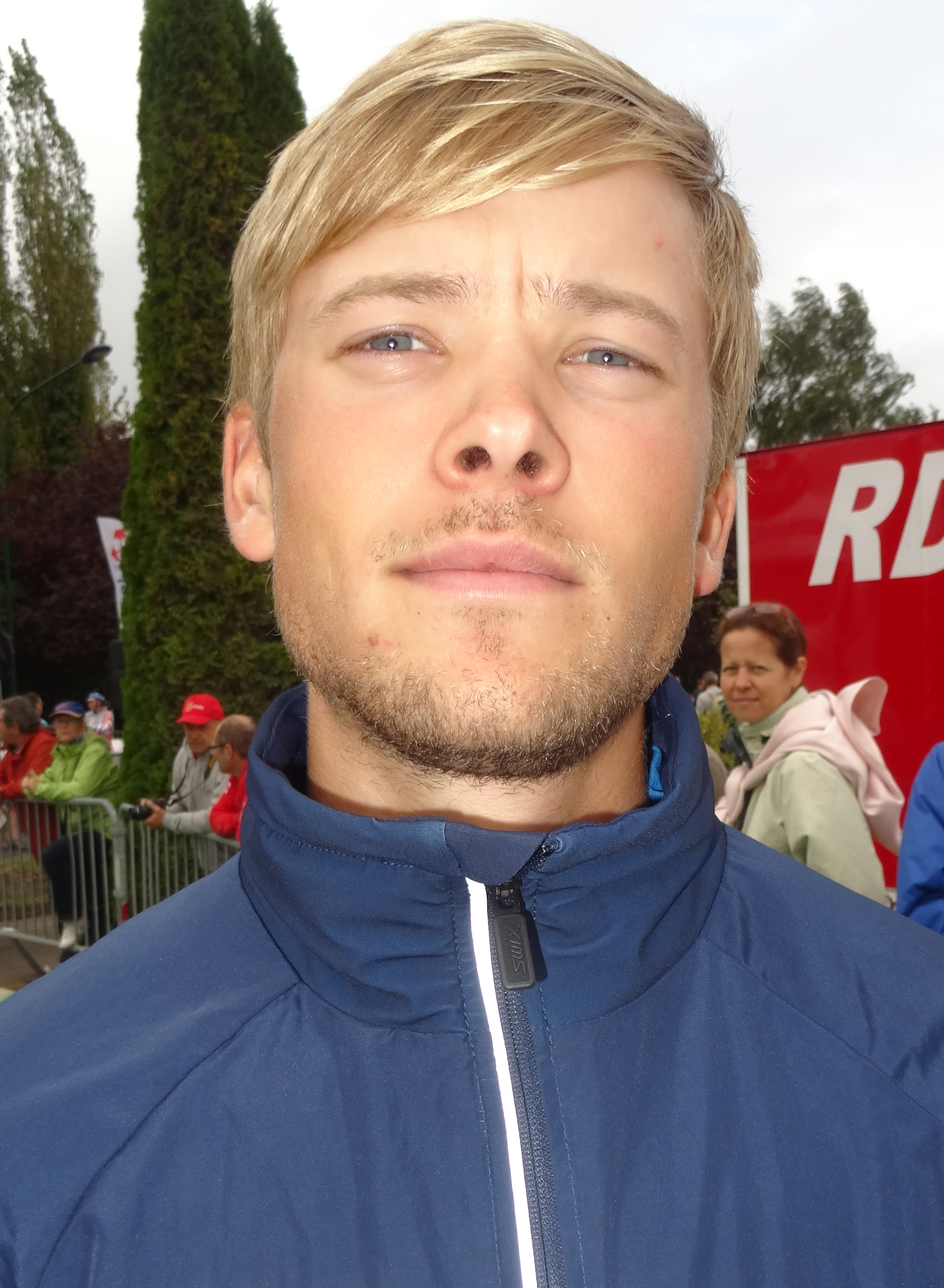
Adrian Aas Stien.
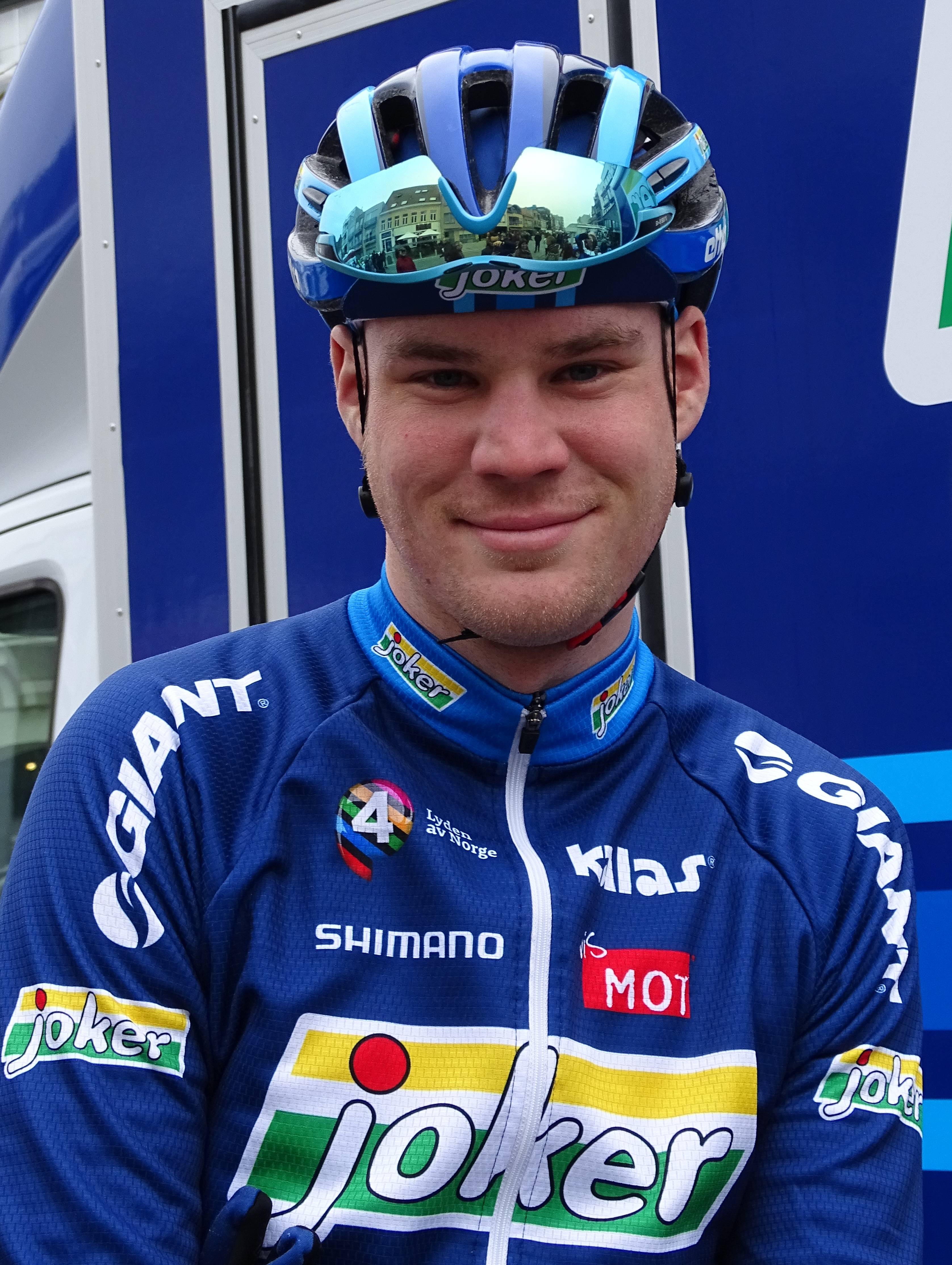
Edvin Wilson.

## Bilan de la saison

### Victoires
| Date       | Course                                             | Pays    | Classe | Vainqueur            |
| ---------- | -------------------------------------------------- | ------- | ------ | -------------------- |
| 26/03/2015 | 3e étape du Tour de Normandie                      | France  | 2.2    | Daniel Hoelgaard     |
| 28/03/2015 | 5e étape du Tour de Normandie                      | France  | 2.2    | Bjørn Tore Hoem      |
| 25/04/2015 | 1re étape du Tour de Bretagne                      | France  | 2.2    | Adrian Aas Stien     |
| 29/04/2015 | 5e étape du Tour de Bretagne                       | France  | 2.2    | Daniel Hoelgaard     |
| 13/06/2015 | 3e étape de la Ronde de l'Oise                     | France  | 2.2    | Vegard Stake Laengen |
| 21/06/2015 | Championnat de Norvège sur route espoirs           | Norvège | CN     | Odd Christian Eiking |
| 25/06/2015 | Championnat de Norvège du contre-la-montre espoirs | Norvège | CN     | Truls Engen Korsæth  |
| 30/07/2015 | 1re étape du Tour Alsace                           | France  | 2.2    | Bjørn Tore Hoem      |
| 01/08/2015 | 3e étape du Tour Alsace                            | France  | 2.2    | Vegard Stake Laengen |
| 02/08/2015 | Classement général du Tour Alsace                  | France  | 2.2    | Vegard Stake Laengen |

### Classement UCI

#### UCI America Tour
L'équipe Jok termine à la 47e place de l'America Tour avec 7 points. Ce total est obtenu par l'addition des points des huit meilleurs coureurs de l'équipe au classement individuel, cependant seul un coureur est classé,.
| Rang | Coureur             | Points |
| ---- | ------------------- | ------ |
| 330  | Truls Engen Korsæth | 7      |